# Integrazione economica completa
L'integrazione economica completa è lo stadio finale dell'integrazione economica. A seguito di un'integrazione economica completa, le unità economiche integrate hanno poco o trascurabile controllo della politica economica, un'unione monetaria totale, e un'armonizzazione fiscale completa o quasi completa.
L'integrazione economica completa è più comune all'interno di un paese che non tra istituzioni sovranazionali.